# 轴心国

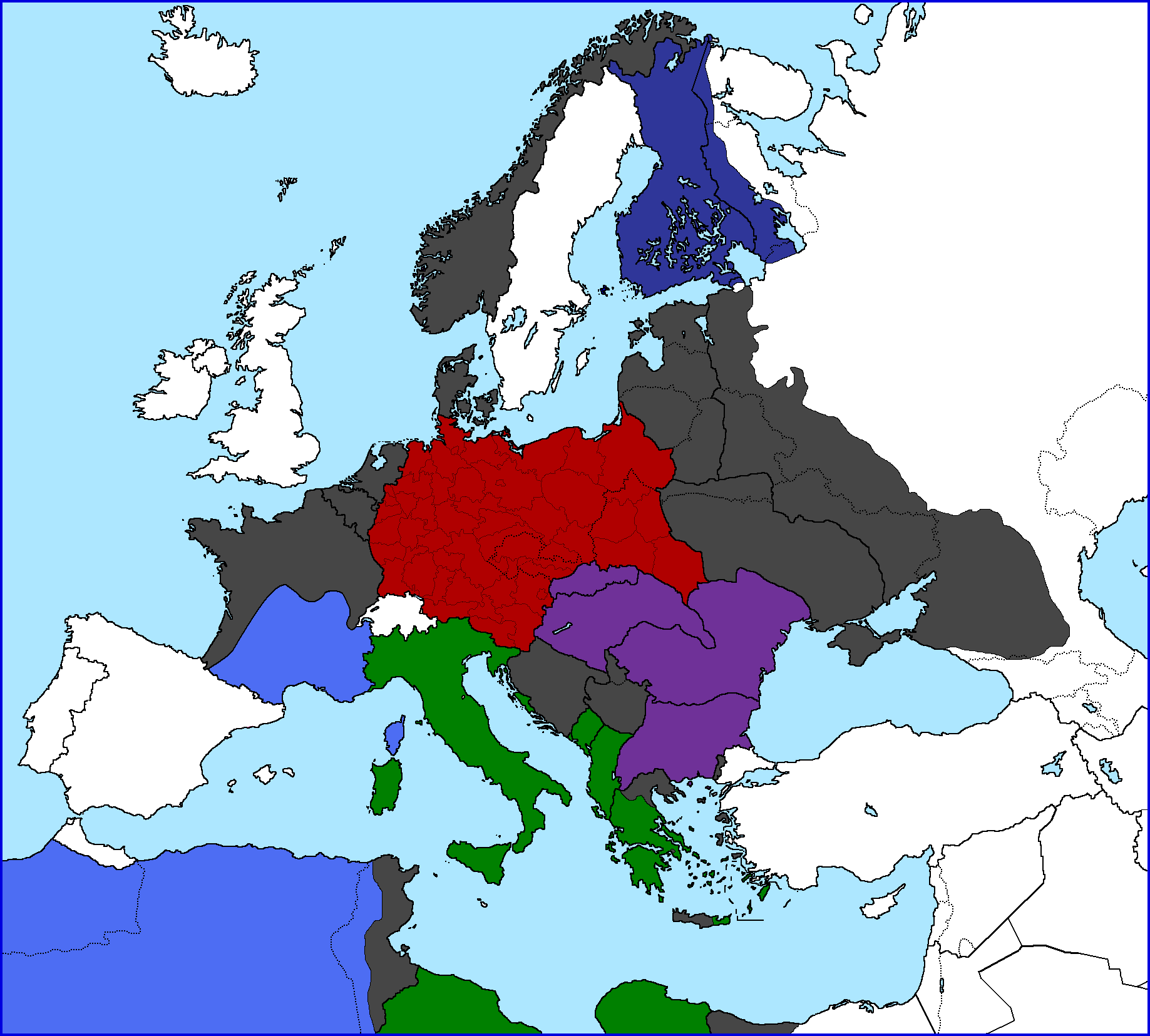
歐洲軸心國全盛時期的疆域：
- 德國本土（紅色）、德國傀儡或軍事佔領地（黑色）
- 意大利本土、傀儡或軍事佔領地（綠色）
- 匈牙利、羅馬尼亞、保加利亞及斯洛伐克（紫色）
- 維希法國（淺藍色）
- 芬蘭（深藍色）

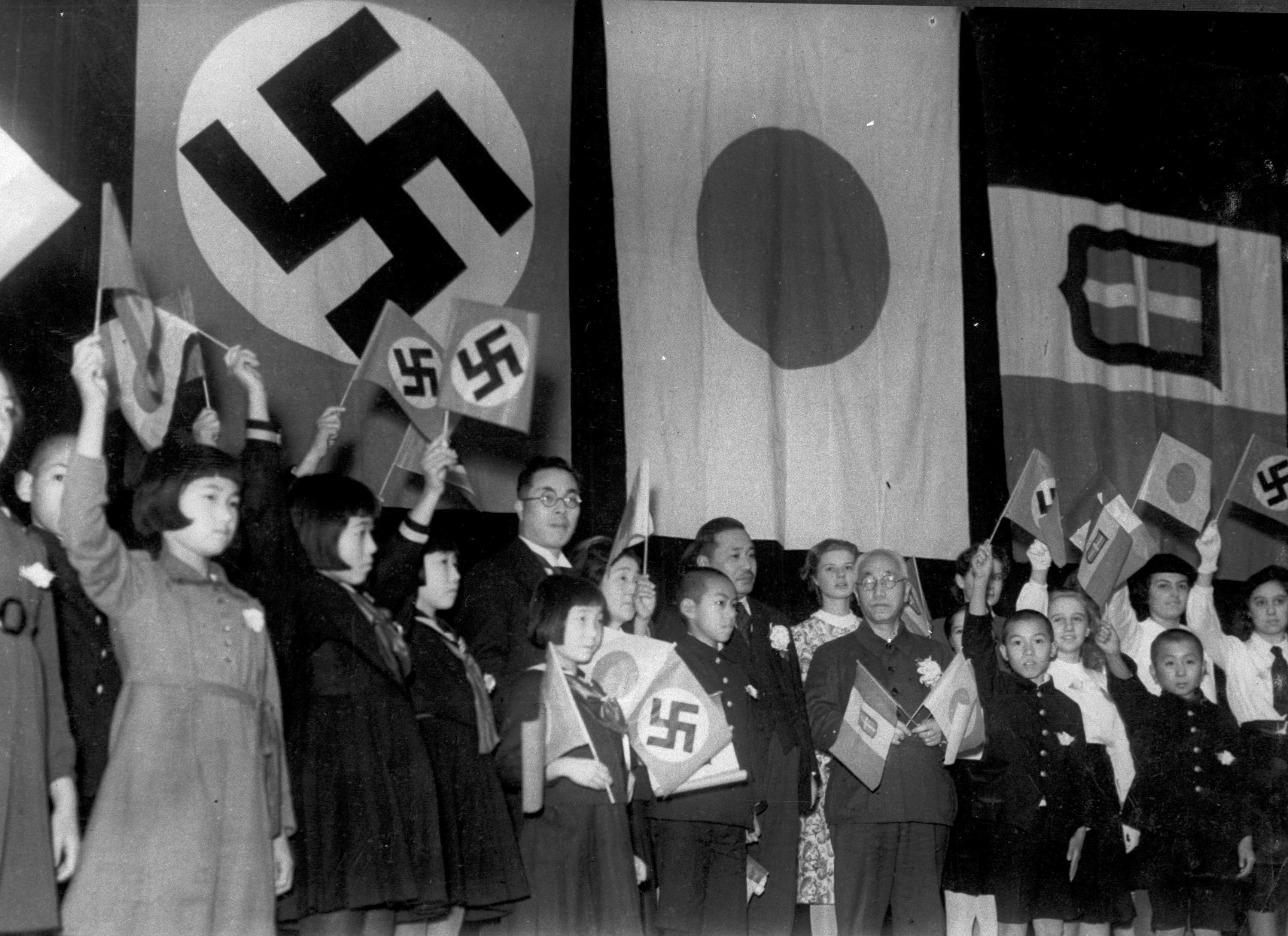
1940年东京庆祝日德意三国同盟条约

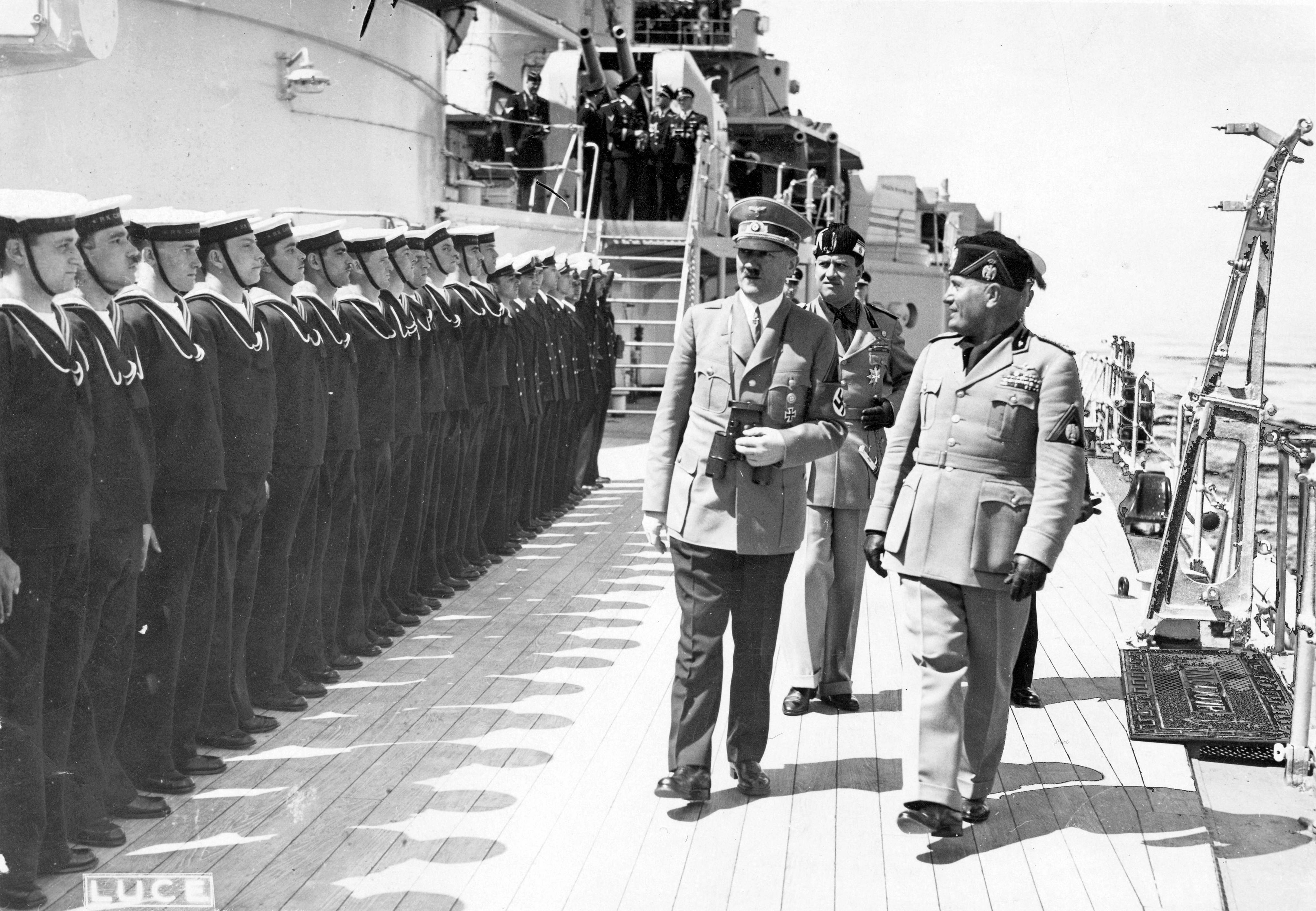
1938年義大利首相貝尼托·墨索里尼帶領德國元首阿道夫·希特勒檢閱意大利皇家海军

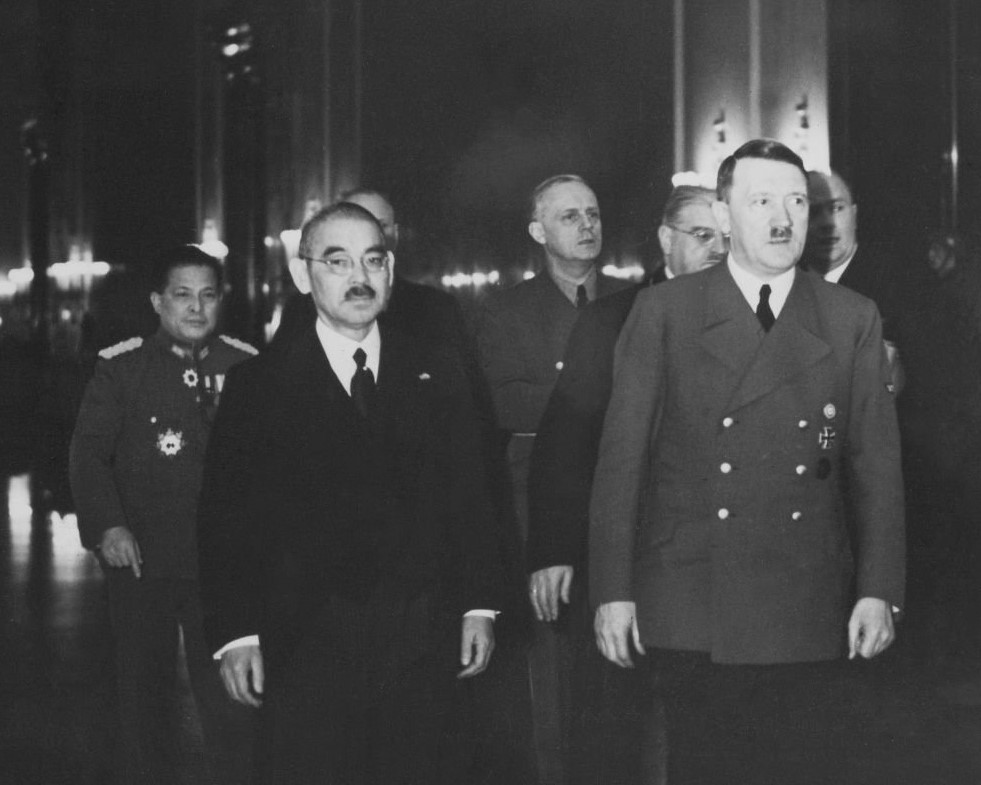
日本外交大臣松冈洋右拜访希特勒（1941年3月）

軸心國（英語：Axis power、德語：Die Achsenmächte）最初稱為羅馬-柏林軸心（英語：Rome–Berlin Axis），指在第二次世界大戰中結成的戰爭聯盟，以德國、意大利、日本3個國家為中心。
軸心國源自德國、義大利與日本三國在二十世紀30年代為確保自身擴張利益而成立的聯盟。墨索里尼在1936年10月23日與希特勒簽訂議定書後，宣布了柏林－罗马軸心的誕生，從而創造「軸心國」這一概念。1936年11月25日，德國與日本簽訂《反共產國際協定》。1937年，義大利也加入《反共產國際協定》。1939年，德國與義大利簽訂軍事盟約《鋼鐵條約》。1940年，三國簽訂同盟条约，正式確立了柏林－羅馬－東京軸心國同盟關係。

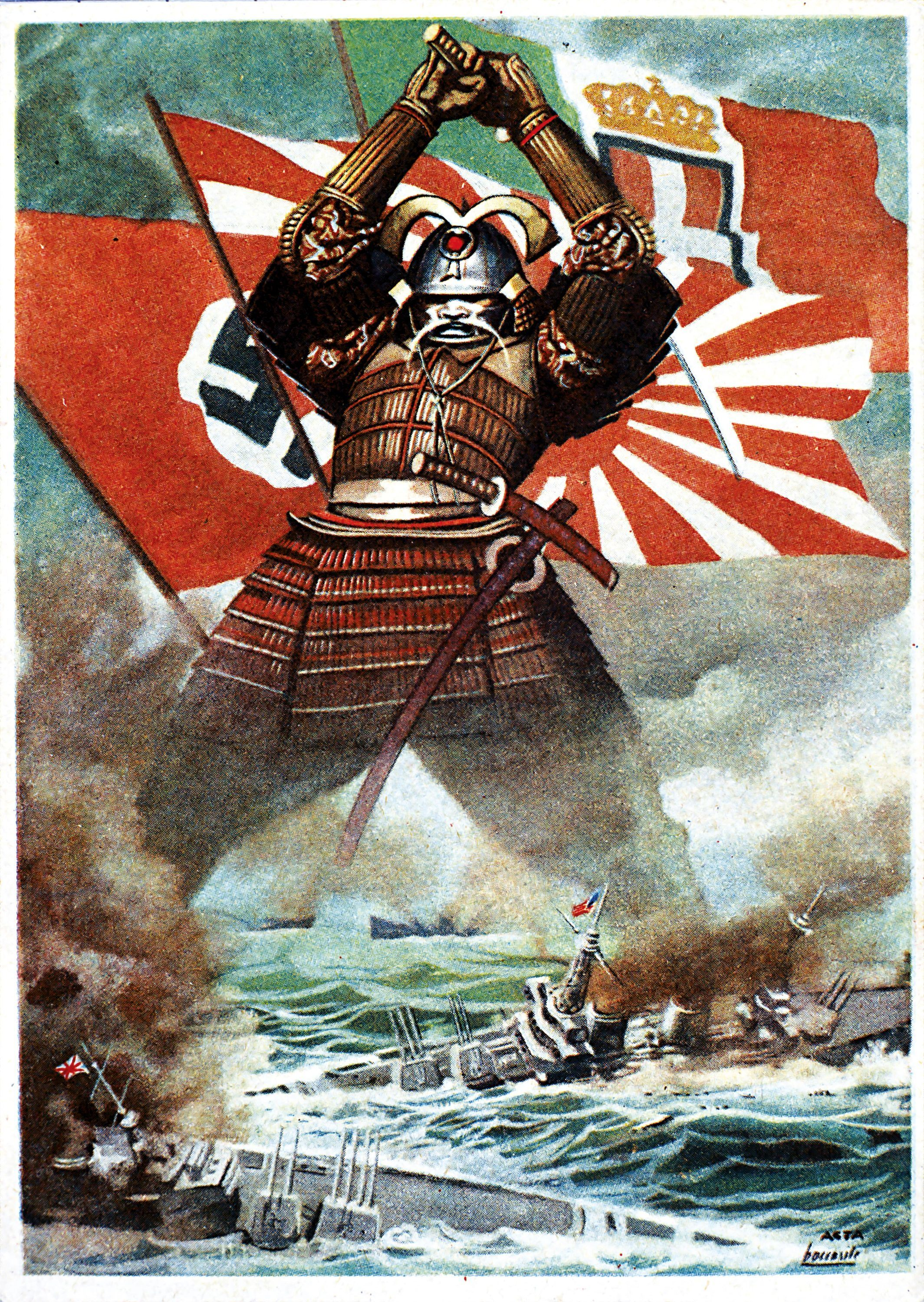
1941年的德日意三國結盟宣傳畫

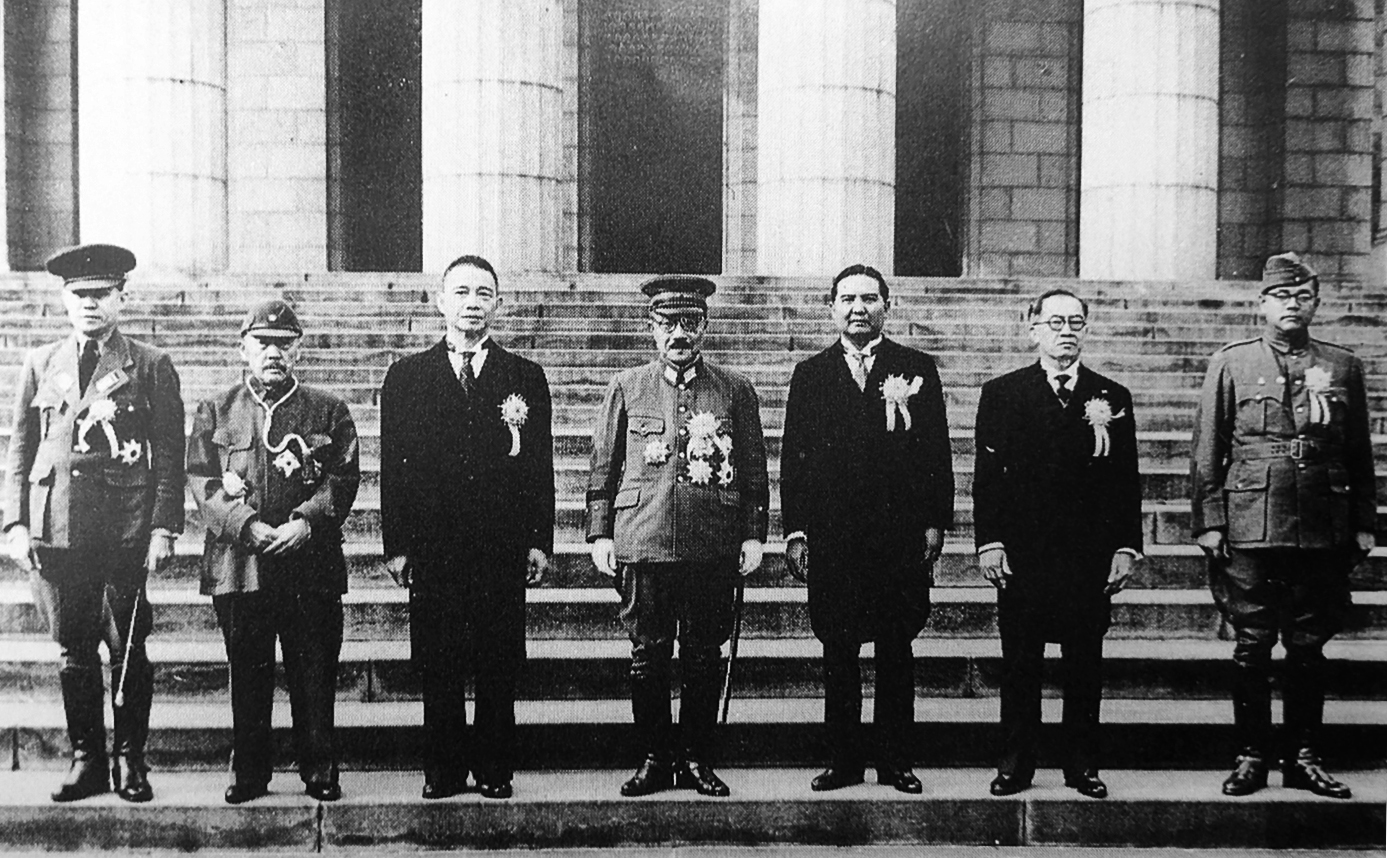
日本內閣總理大臣東條英機與大東亞共榮圈諸傀儡政權領袖，以及站在東條右邊的泰國代表旺·威泰耶康·瓦拉旺親王。

## 歷史
1936年10月25日德國和意大利達成協調外交政策的同盟條約，建立柏林－羅馬軸心。1939年5月22日两国又签订了「鋼鐵條約」。此前日本已经在1936年11月25日同德国签署《反共產國際協定》（意大利於1937年11月6日加入）。
1940年9月27日德国、日本和意大利三国外交代表在柏林签署《三国同盟条约》（即三国公约），成立以柏林－罗马－东京轴心为核心的军事集团。这个军事集团的成员被称为“轴心国”。就戰略角度，德國攻佔南俄，日本攻佔蒙古，意大利自意屬北非跨蘇伊士運河攻佔中東，德日義軍隊再共同於伊朗會師。儘管如此，三國多數單獨行動，例如德國進攻蘇聯沒有通知日本（德軍最高統帥部下令不能告知日本），而進攻後又要求日本北進蘇聯西伯利亞，但日本因已決定南進而拒絕；日本於1941年11月有向德國表態會和美國開戰，但德國不知道何時開戰。
隨著戰事發展，1943年9月3日意大利投降。
1944年羅馬尼亞於8月發生政變後倒戈盟軍；9月9日保加利亞發生共產主義政變亦倒戈盟軍；芬蘭在9月19日和蘇聯停戰（《莫斯科停戰協定》）；1944年10月匈牙利密謀退出被德國發現後被入侵（鐵拳行動），建立了傀儡政權。
日本見败局已定，於5月6日宣布废除三国公约，而納粹德国則在1945年5月8日投降。同年8月15日日本向同盟國投降，次日泰國宣佈在1942年1月對英美的宣戰無效，美國接受了泰國的宣稱，轴心国集團因此滅亡。

## 轴心国成员

德意志國[註 1] 1940年9月27日加入、1945年5月8日投降。
意大利王國 1940年9月27日加入、1943年9月8日投降。
大日本帝國 1940年9月27日加入、1945年8月15日投降。
匈牙利王國 1940年11月20日加入、1944年被德國佔領。
羅馬尼亞王國 1940年11月23日加入、1944年8月23日退出
保加利亞王國 1941年3月1日加入、1944年9月5日退出。
南斯拉夫王國 1941年3月25日加入、1941年3月27日退出，引發南斯拉夫戰役。
芬蘭共和國（未参与三国公约）[註 2] 1941年6月25日加入、1944年9月19日停戰
泰王國（未参与三国公约） 1941年12月21日加入、1945年8月16日宣佈宣戰無效
斯洛伐克第一共和國 （德國傀儡） 1940年11月24日加入、1945年4月4日蘇聯軍隊佔領首都布拉提斯拉瓦，政權基本上滅亡。
克羅地亞獨立國 （意大利保護國，1943年後為德國傀儡） 1941年6月25日加入、1945年5月8日政府因德國投降而解散。

#### 戰時盟國
他們并未簽署三国公约，主要因民族主義及領土收復主義（俄罗斯的大俄羅斯主義、伊拉克的阿拉伯民族主義及反猶主義）而站在軸心國陣營，只想收復過去的失地或本民族土地以及在其國內實行某些和軸心國利益相近的政策，對戰爭的參與度有限。

苏维埃社会主义共和国联盟 1939年8月22日同纳粹德国签订希特勒-斯大林条约及其秘密议定书，随后同纳粹合作瓜分东欧诸国。此后一度接近加入三国轴心条约[註 3]，1941年6月22日遭德国撕毁希特勒-斯大林条约入侵。
伊拉克王國 1941年4月加入、5月被英軍佔领直至二戰完結
伊朗王國 1941年8月25日加入、9月17日被英軍和蘇軍佔领
但澤自由市 1939幫助德國進攻波蘭、10月併入德國

軸心國成員和反共產國際協定的成員國需要加以區分。作為軸心國成立標誌的三國公約是一個軍事同盟性質的條約；而反共產國際協定則是一個針對共產主義意識形態的政治合作條約，在其成員遭到第三國攻擊或攻擊第三國時，反共產國際協定的其他成員國不需要對其宣戰。法律意義上的軸心國成員只包括上述8國（南斯拉夫在加入後兩天退出）。但是歷史學家通常將反共產國際協定成員國也算作軸心國成員，雖然事實上這些國家並未加入三國公約。

### 轴心国協助建立的傀儡政权

#### 軸心日本扶植
- 滿洲國（反共产国际协定成员）
- 汪精卫国民政府（反共产国际协定成员）
- 蒙古军政府
- 蒙古联盟自治政府
- 晋北自治政府
- 察南自治政府
- 蒙疆聯合自治政府
- 冀東防共自治政府
- 上海市大道政府
- 中華民國臨時政府
- 中華民國維新政府
- 越南帝国
- 柬埔寨王国
- 老挝王国
- 自由印度臨時政府 [註 4]
- 緬甸國
- 菲律賓第二共和國
- 察東特別自治區
- 蒙疆聯合委員會
- 東北最高行政委員會

#### 軸心德國扶植
- 斯洛伐克共和國
- 克羅埃西亞獨立國
- 波希米亞和摩拉維亞保護國
- 維希法國
- 希臘國
- 意大利社會共和國（1943年－1945年）
- 塞爾維亞救國政府
- 匈牙利民族團結政府（1944－1945年）
- 挪威國民政府（1942－1945年）
- 丹麥保護國
- 阿爾巴尼亞德占時期（1943－1944年）
- 摩納哥親王國（1943－1945年）
- 盧布亞納 (1943－1945年，先被意大利占領，然後被德國占領)
- 勒托斯克治自政府
- 馬其頓獨立國
- 德佔蒙特內哥羅地區

#### 軸心意大利扶植
- 蒙特內哥羅軍政府
- 阿尔巴尼亚王國
- 克羅埃西亞獨立國 （政權由德國及義大利共同創建）
- 希臘國
- 班都斯親王國
- 摩納哥親王國（1942－1943年）
- 盧布亞納 (1942-1943)

### 親轴心国的中立國
- 西班牙國
- 瑞典
- 土耳其
- 葡萄牙
- 薩爾瓦多
- 列支敦斯登
- 瑞士
- 梵蒂冈

### 與軸心國合作的組織
- 塞爾維亞遊擊隊
- 南斯拉夫民族運動
- 國民陣線
- 桑德扎克穆斯林民兵

### 軸心國殖民地、租借地、託管地、租界、佔領區
日本
- 日屬台灣
- 日屬朝鮮
- 樺太廳
- 日屬關東州
- 南洋群島
- 英屬婆羅洲日佔時期
- 荷屬東印度日佔時期
- 香港日佔時期
- 馬來亞日占時期
- 新加坡日佔時期
- 吉爾伯特群島日佔時期（英语：Japanese occupation of the Gilbert Islands）
- 索羅門群島日佔時期（英语：Japanese occupation of the Solomon Islands）
- 關島日佔時期（日语：日本軍によるグアムの占領）
- 諾魯日佔時期
- 在華日租界
  - 上海公共租界日本界區
  - 天津日租界
  - 蘇州日租界
  - 杭州日租界
  - 漢口日租界
  - 福州日租界

 意大利
- 義屬索馬利蘭
- 義屬厄利垂亞
- 義屬衣索比亞
- 義屬利比亞
- 在華意租界
  - 天津意租界
  - 上海公共租界意大利界區

 維希法國
- 法屬阿爾及利亞
- 法屬突尼西亞
- 法屬摩洛哥
- 法屬西非
- 法屬印度支那
- 在華法租界
  - 上海法租界
  - 天津法租界
  - 廣州法租界
  - 漢口法租界
- 法屬印度支那

### 親軸心國的中立國殖民地
西班牙國
- 西屬撒哈拉
- 西屬幾內亞
- 西屬摩洛哥

 葡萄牙
- 葡屬聖多美普林西比
- 葡屬安哥拉
- 葡屬維德角
- 葡屬幾內亞
- 葡屬澳門
- 葡屬印度
- 葡屬東非
- 葡屬帝汶（遭日本佔領）

### 軸心國佔領區
- 中國（部分領土為日本佔領）
- 苏联（部分領土為德國佔領）
- 義大利（1943年投降後，北部領土被德國佔領）
- 英國殖民地（部分領土被佔領，包括馬來亞、緬甸、海峽殖民地、砂拉越、北婆羅洲、汶萊、索羅門群島、吉爾伯特及埃里斯群島的吉爾伯特群島、聖誕島、英屬印度的安達曼群島、香港、澳洲的託管地諾魯及新幾內亞）
- 法國（法國本土部分被德國和意大利佔領，其餘部分和部分殖民地由中立國維希法國控制，亞太區部分殖民地由日本佔領，如法屬印度支那，部分殖民地由自由法國控制）
- 丹麦（反共產國際協定成員）（丹麥失守後，殖民地格陵蘭、法羅群島及冰島被英美兩國保護。）
- 挪威
- 荷蘭（荷蘭本土被德國佔領，殖民地東印度群島被日本佔領。）
- 比利时（比屬剛果未被軸心國佔領）
- 盧森堡
- 希臘王國
- 捷克斯洛伐克
- 波蘭
- 奥地利
- 南斯拉夫王國
- 菲律賓自治邦（遭日本佔領）
- 葡属帝汶（遭日本佔領）
- 阿尔巴尼亚

## 圖集

大德意志帝國及其勢力範圍（1942年）
意大利殖民帝國（未显示天津意租界及上海公共租界意大利界區）
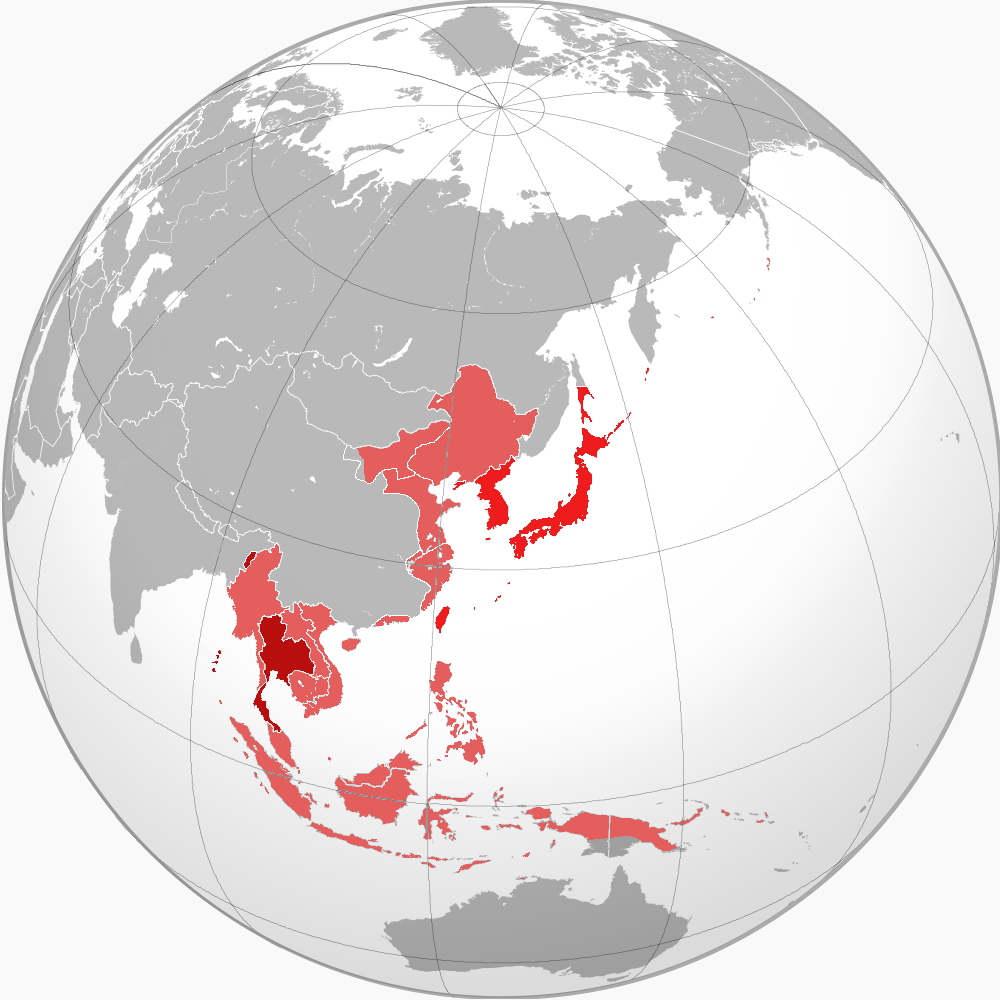
大日本帝國/大東亞共榮圈
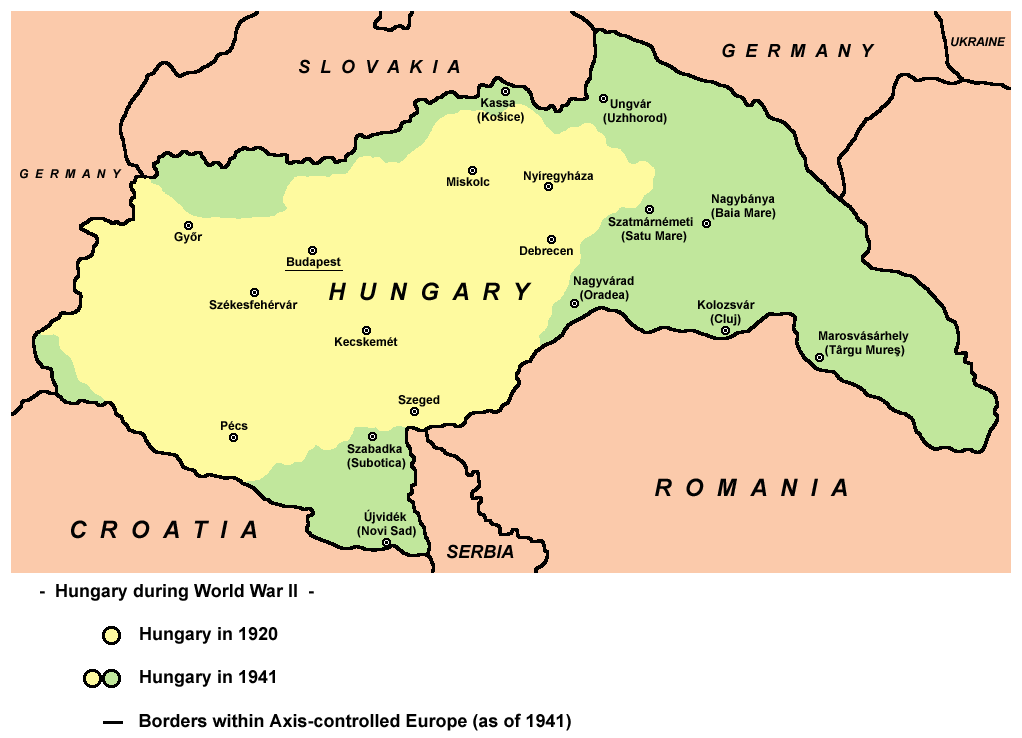
匈牙利王國
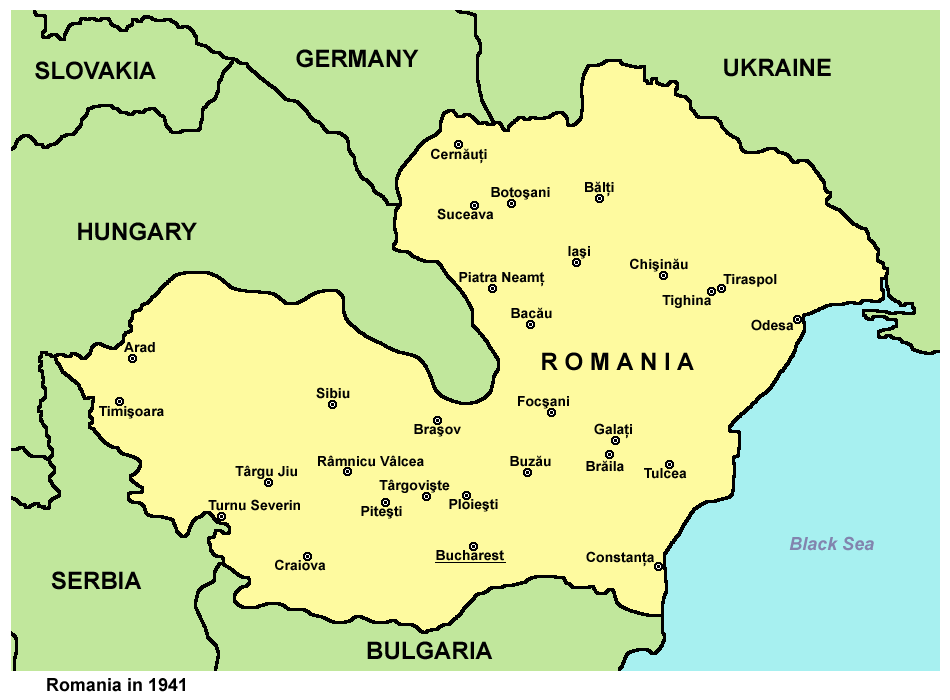
羅馬尼亞王國
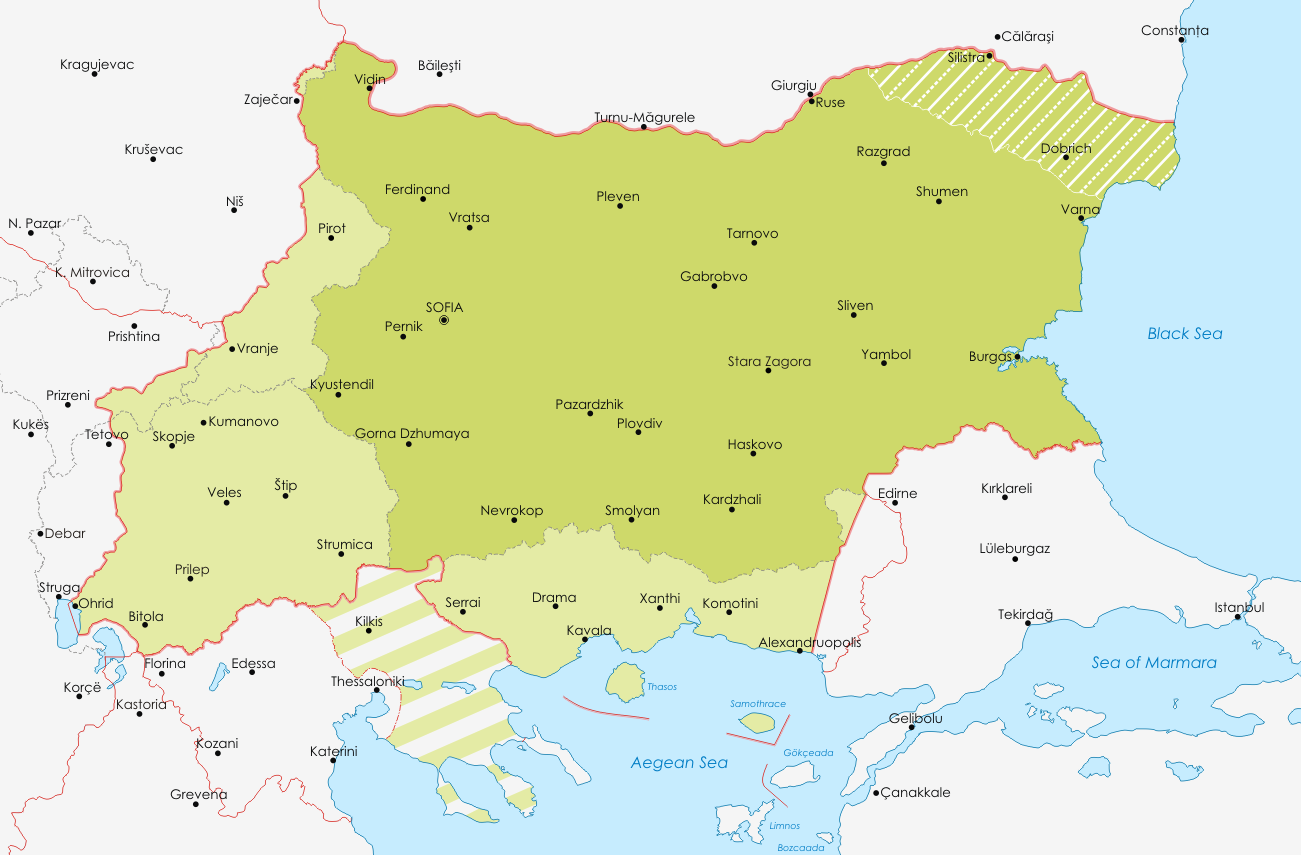
保加利亞王國
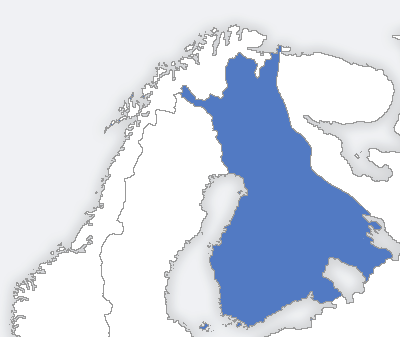
芬蘭
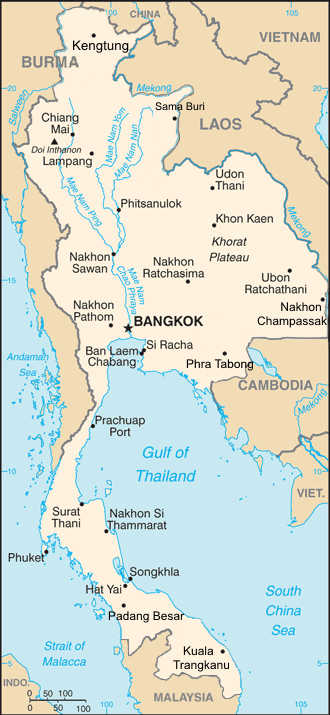
泰國
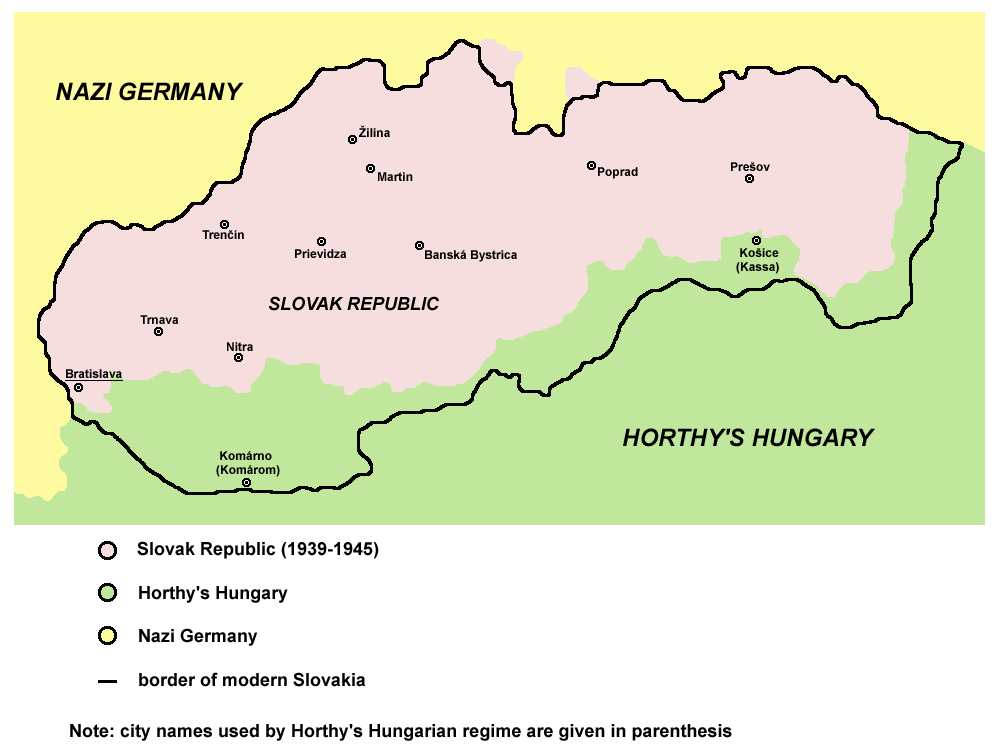
斯洛伐克第一共和國（德國傀儡）
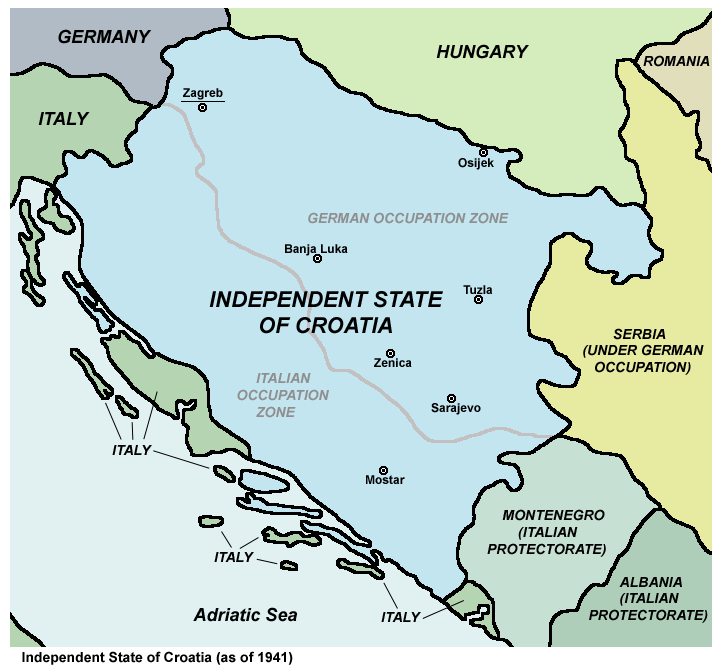
克羅埃西亞獨立國（意大利控制西部、德國控制東部）
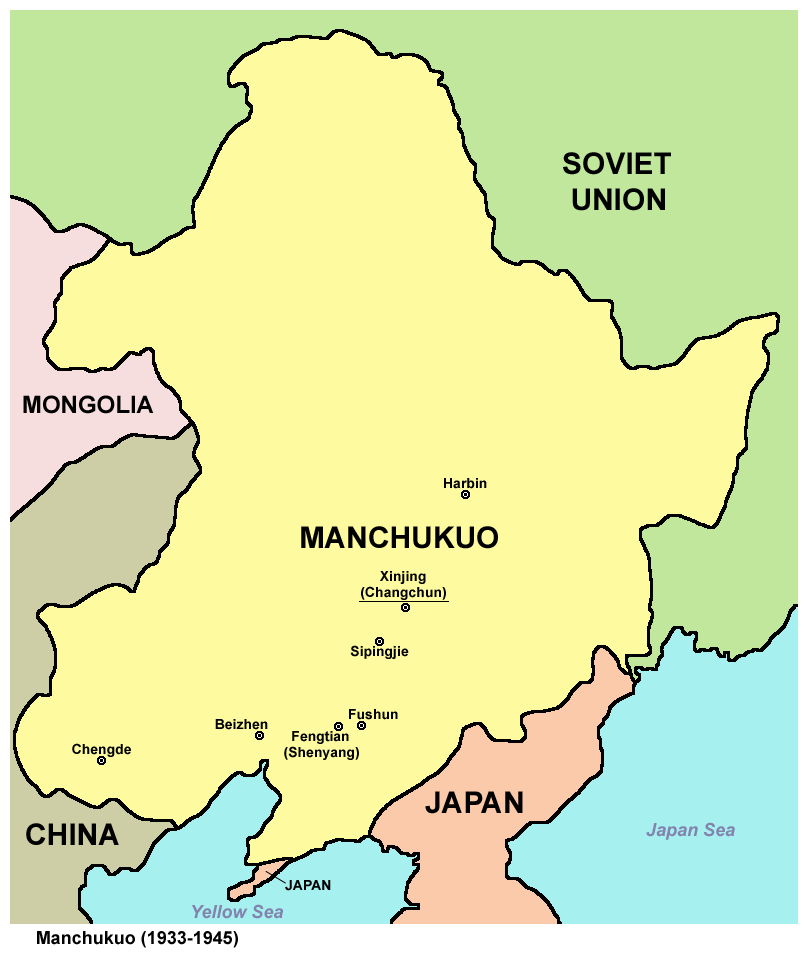
满洲国（日本傀儡）
1939年的汪精衛國民政府和蒙疆聯合自治政府（日本傀儡）
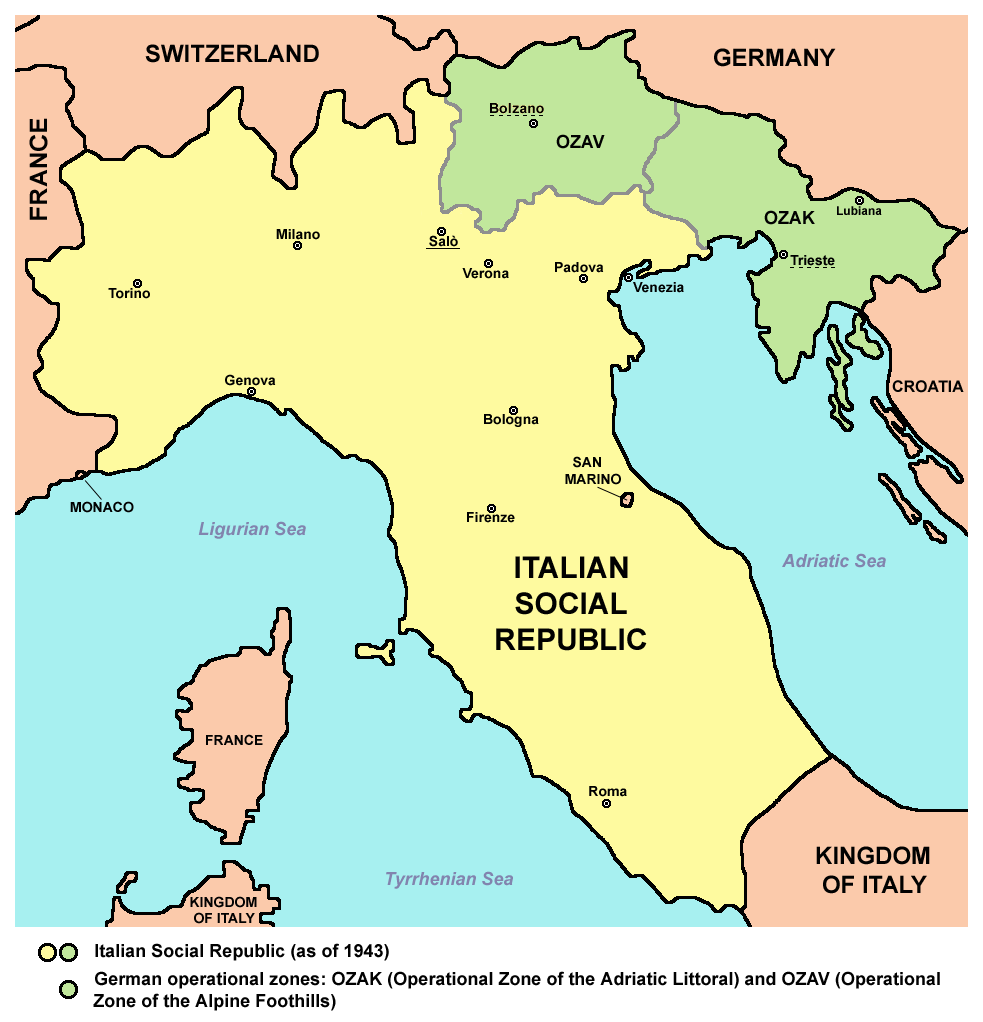
意大利社會共和國（德國傀儡，1943年—1945年）
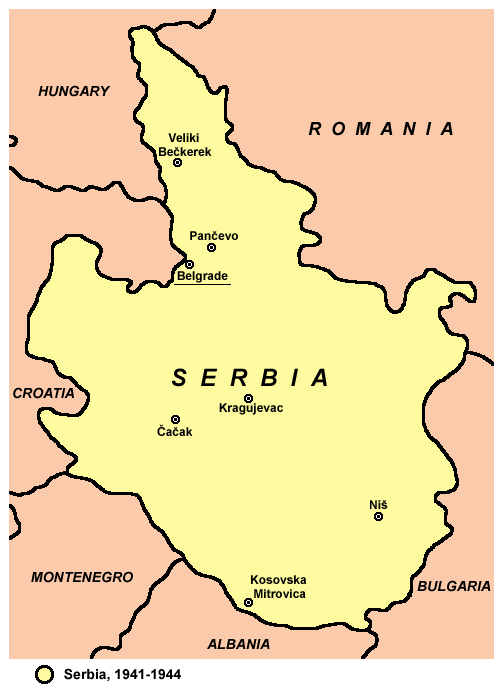
塞爾維亞救國政府（德國傀儡）
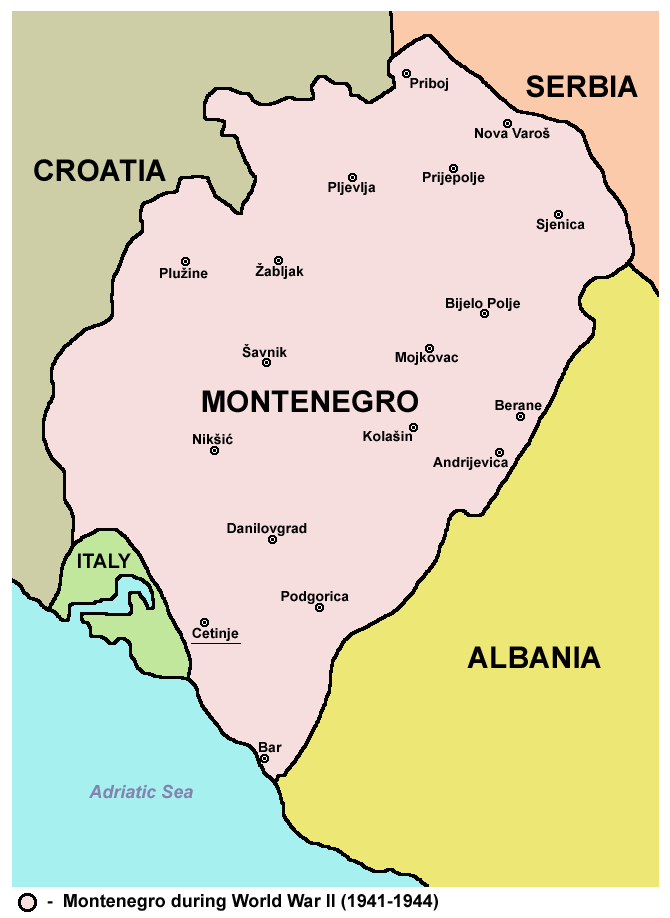
蒙特內哥羅軍政府（意大利傀儡，1941年—1943年）
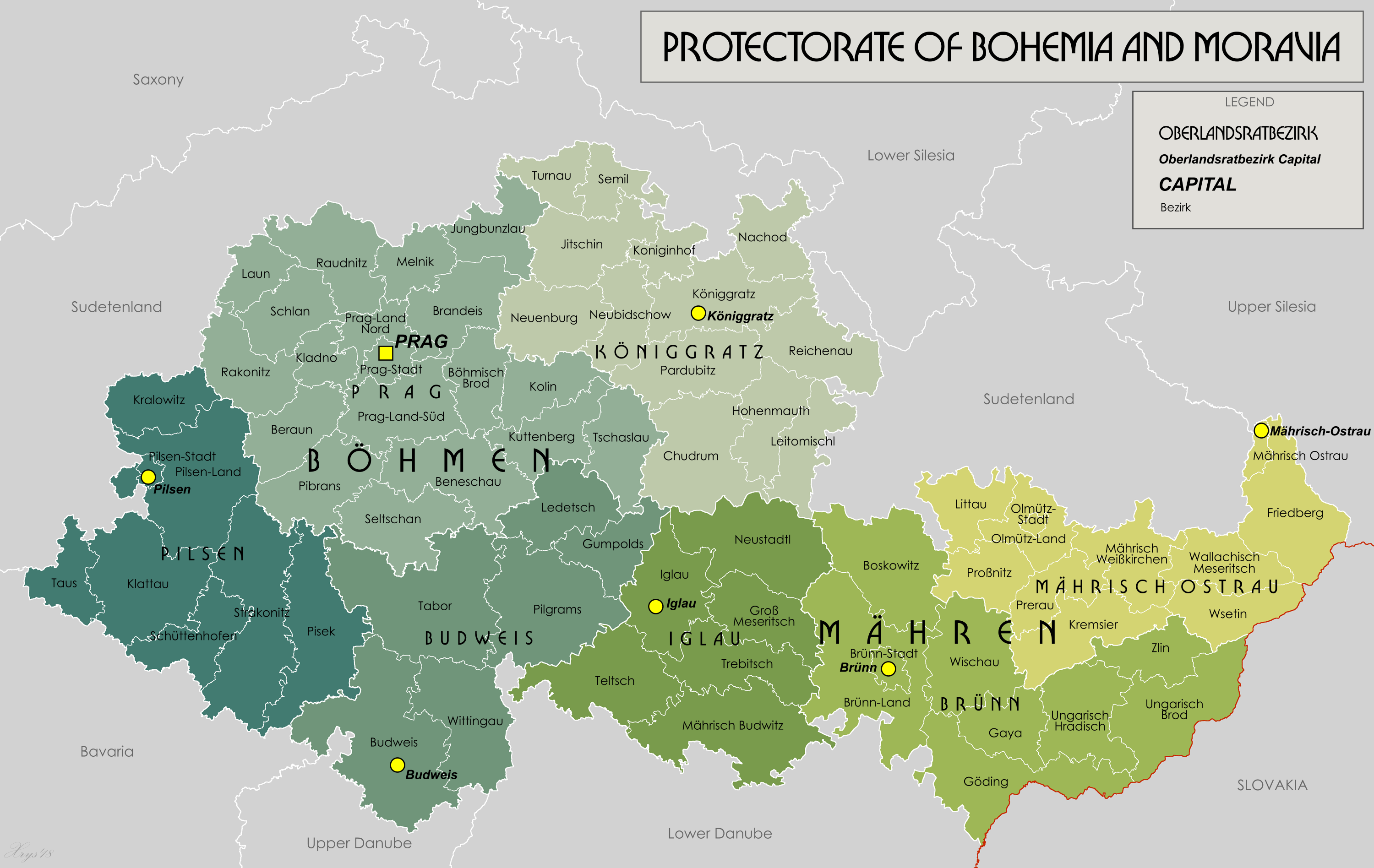
波希米亞和摩拉維亞保護國（德國控制）
維希法國（德國傀儡）